# Hrnčiarovce nad Parnou
Hrnčiarovce nad Parnou (bis 1946 slowakisch „Hrnčiarovce“; deutsch Dorfneustadt oder Hrentscherowitz, ungarisch Gerencsér) ist ein Ort und eine Gemeinde im Okres Trnava des Trnavský kraj in der westlichen Slowakei. Die Zahl der Einwohner belief sich per 31. Dezember 2009 auf 2141 Personen.

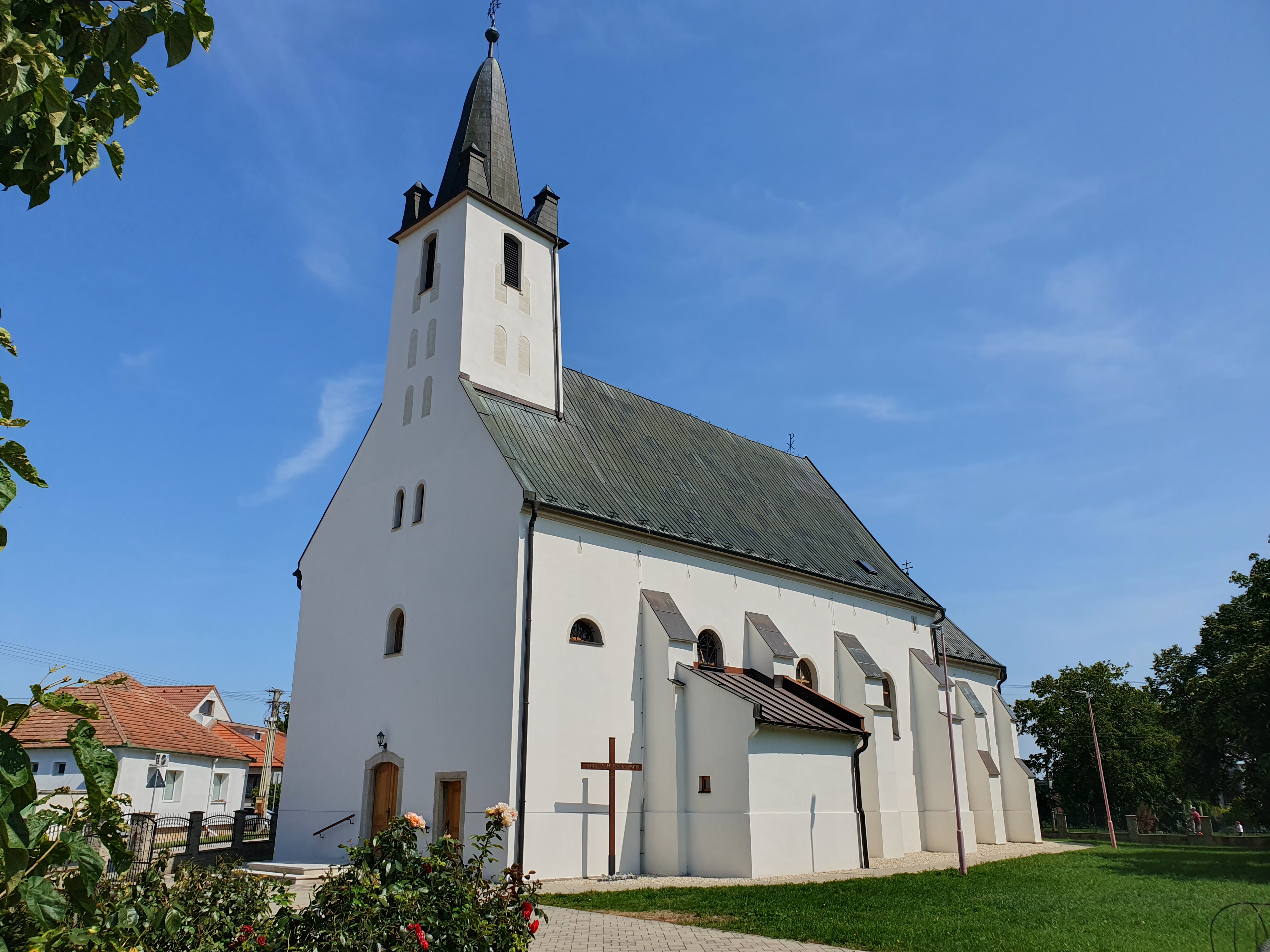
Kirche in Hrnčiarovce nad Parnou

## Geografie
Die Gemeinde liegt im Donauhügelland fünf Kilometer südwestlich der Stadt Trnava am Flüsschen Parná, der am nordöstlichen Rand der Gemeinde fließt.

## Geschichte
Der Ort wird zum ersten Mal 1270 (andere Angaben sprechen von 1267) schriftlich erwähnt und gehörte als eine untertänige Gemeinde der freien königlichen Stadt Tyrnau. Diese Beziehung war bis zum Ende der Hörigkeit im 19. Jahrhundert gültig. Der Name bezieht sich auf die Töpferei, welche der Beruf der ursprünglichen Bevölkerung war.
Am 26. Dezember 1704 befand sich beim Ort die Schlacht bei Tyrnau zwischen den Aufständischen von Franz II. Rákóczi und Kaisertruppen von Sigbert Heister, von deren die letztgenannten siegreich ausgingen.
Bis 1918 lag der Ort im Komitat Pressburg im Königreich Ungarn und kam danach zur neu entstandenen Tschechoslowakei. Vom 28. November 1971 bis zum 1. Februar 1994 war die Gemeinde Teil der Stadt Trnava.

## Bevölkerung
| Jahr                | 1994 | 2004    | 2014    | 2024    |
| ------------------- | ---- | ------- | ------- | ------- |
| Anzahl der Personen | 1991 | 2067    | 2250    | 2231    |
| Unterschied         |      | +3,81 % | +8,85 % | −0,84 % |

| Jahr                | 2023 | 2024    |
| ------------------- | ---- | ------- |
| Anzahl der Personen | 2229 | 2231    |
| Unterschied         |      | +0,08 % |

## Persönlichkeiten
Söhne und Töchter der Gemeinde:
- Ján Hlubík (1896–1965), SDB, katholischer Priester, Jugendseelsorger, religiöser Gefangener (zu 2 Jahren Gefängnis verurteilt).[5]
- Jozef Forner (1905–1983), SDB, Typograph, Jugendseelsorger und Missionar (Japan).[6]